# TGV
TGV (fransk forkortelse for train à grande vitesse) betegner en række franske højhastighedstog, der har været i drift siden 1981. Toget udvikledes og produceredes af firmaet Alstom i et samarbejde med SNCF (de franske statsbaner), som også varetager driften. TGV og strækningerne LGV udgjorde i starten af 1980’erne det første egentlige net af højhastighedsjernbaner i Europa, og nettet udvides fortsat.
TGV forbinder Paris med byer i Frankrig og enkelte nabolande som Belgien, Tyskland og Schweiz. Tog, der er baseret på samme franske design, kører også i lande som Holland, Sydkorea, England og USA. TGV er bygget i ca. 600 eksemplarer, hvoraf ca. 80 kører i Spanien, USA og Sydkorea.
TGV er udviklet i fire serier. Den første serie fra 1981, betegnet TGV Sud-Est og opkaldt efter højhastighedsbanen mellem Paris og Lyon, havde en tophastighed i almindelig drift på 270 km/t. Ved leveringen af TGV Atlantique fra 1988 ændredes hele TGV-flådens udvendige design fra det oprindelige orange/blå til grå/blå, men grundlæggende var togene stort set identiske med de første TGV. Ved leveringen af TGV Eurostar fra 1993 og TGV Duplex fra 1995 ændredes det udvendige design markant med blødere linjer og en mere strømlinet front. Et mindre antal af de oprindelige togsæt er indrettet som godstog, der fragter post mellem Paris og Lyon med hastigheder på op til 270 km/t og dermed er verdens hurtigste godstog.
TGV har flere gange slået hastighedsrekorder for skinnebårne tog – senest i 2007 hvor testtoget TGV-V150 opnåede en maksimal hastighed på 574,8 km/t. I almindelig drift har TGV en maksimal hastighed på 320 km/t. I 2008 introduceredes TGV’s afløser, AGV, der sattes i drift i april 2012 af det private italienske selskab NTV under betegnelsen Italo på højhastighedsstrækningen mellem Milano og Napoli.

## Historie
Ideen fremkom i 1960'erne, og den første prototype kendt som TGV 001 blev drevet af gasturbiner. Disse brugte olie, som skabte elektricitet, der drev banemotorerne. På grund af oliekrisen i starten af 1970'erne og prisstigninger på olie, viste det sig at være uøkonomisk. Derfor konstruerede man et rent elektrisk drevet tog, hvor prototypen stod klar i 1974, men først den 27. september 1981 indledtes en drift mellem Paris og Lyon.
Siden da er der bygget deciderede banestrækninger til Tours/Le Mans, Calais, Bruxelles og Marseille. Den 10. juni 2007 åbnede linjen mellem Paris og Frankfurt am Main, som betjenes af såvel TGV som det tyske ICE. En linje til Strasbourg blev indviet i 2008 og opnåede på sine første fem måneder en markedsandel på 60 % af den kollektive trafik mellem de to byer. Højhastighedsjernbaner til London, Köln og Amsterdam er på vej. Der påregnes yderlige forbindelser til Spanien og Italien.
TGV er ikke verdens første kommercielle højhastighedstog, eftersom de japanske Shinkansen forbandt Tokyo med Osaka fra den 1. oktober 1964, næsten 17 år tidligere.

## Strækninger og stationer
TGV kører på særlige højhastighedsjernbaner kendt under navnet LGV (ligne à grande vitesse, "højhastighedsbane"), som giver mulighed for hastigheder op til 320 km/timen under normale forhold og på de nyeste strækninger. TGV-tog kan også køre på almindelige banestrækninger, men ved lavere hastighed. Det betjener nu omkring 200 stationer i og udenfor Frankrig.
På LGV-sporene benytter lokomotivføreren ikke mærker og signaler langs banen, da de er svære at aflæse, før man er forbi. Derimod sendes signalerne elektronisk til førerkabinen, når toget passerer et signalpunkt.

## Verdensrekorder
TGV er indehaver af verdensrekorden for hurtigste skinnebårne tog, efter at et ombygget TGV POS, benævnt TGV-V150, den 3. april 2007 opnåede en maksimal hastighed på 574,8 km/t som testtog på strækningen LGV Est mellem Paris og Strasbourg. TGV's verdensrekord fra 1990 på 515,3 km/t var dermed slået. Verdensrekorden for magnettog tilhører et japansk tog af magnetsvævebanetypen, der nåede op på 581 km/t i 2003.
I 2007 var TGV endvidere verdens hurtigste plantog med en gennemsnitlig hastighed fra Lorraine til Champagne-Ardenne på 279,3 km/t. Denne rekord blev overgået den 26. december 2009, da den nye højhastighedsbane mellem Wuhan og Guangzhou i Kina åbnede. Efter at hastigheden på de kinesiske strækninger den 1. juli 2011 reduceredes for at spare energi og reducere driftsomkostningerne, er TGV atter verdens hurtigste tog i almindelig drift.
Den 17. maj 2006 satte et TGV Eurostar togsæt rekorden for verdens længste internationale rejse med højhastighedstog. Det skete, da toget transporterede filmholdet bag Da Vinci Mysteriet fra London til Filmfestivalen i Cannes. Den 1421 km lange rejse tilbagelagdes på 7 timer og 25 minutter med en gennemsnitlig hastighed på 191,6 km/t.
Verdensrekorden for den hurtigste langdistancetur sattes den 26. maj 2001 til indvielsen af LGV Méditerranée, da et TGV Reseau tilbagelagde de 1067,2 km fra Calais til Marseille på 3 timer og 26 minutter med en gennemsnitlig hastighed på 306 km/t.